# Westfir
Westfir és una població dels Estats Units a l'estat d'Oregon. Segons el cens del 2000 tenia 276 habitants.

## Demografia
Segons el cens del 2000, Westfir tenia 276 habitants, 100 habitatges, i 74 famílies. La densitat de població era de 304,5 habitants per km².
Dels 100 habitatges en un 37% hi vivien nens de menys de 18 anys, en un 66% hi vivien parelles casades, en un 5% dones solteres, i en un 26% no eren unitats familiars. En el 21% dels habitatges hi vivien persones soles el 6% de les quals corresponia a persones de 65 anys o més que vivien soles. El nombre mitjà de persones vivint en cada habitatge era de 2,76 i el nombre mitjà de persones que vivien en cada família era de 3,22.
Per edats la població es repartia de la següent manera: un 30,1% tenia menys de 18 anys, un 4,7% entre 18 i 24, un 27,5% entre 25 i 44, un 24,3% de 45 a 60 i un 13,4% 65 anys o més.
L'edat mediana era de 38 anys. Per cada 100 dones de 18 o més anys hi havia 119,3 homes.
La renda mediana per habitatge era de 32.031$ i la renda mediana per família de 31.875$. Els homes tenien una renda mediana de 27.500$ mentre que les dones 24.375$. La renda per capita de la població era de 11.324$. Aproximadament el 8,9% de les famílies i el 12,2% de la població estaven per davall del llindar de pobresa.

## Poblacions més properes
El següent diagrama mostra les poblacions més properes.